# Albino da Silva
Albino da Silva ist ein Politiker und Unabhängigkeitsaktivist aus Osttimor. Er gehört dem Tutuala-Ratu (Clan der Fataluku) an.
Im Januar 2000 organisierte der Conselho Nacional de Resistência Timorense (CNRT) im noch von Indonesien besetzten Osttimor Wahlen, um Strukturen bis in die Aldeias  aufzubauen. Albino da Silva wurde in Lautém zum Distriktssekretär  des CNRT gewählt. Im Januar 2001 wurde Silva in den provisorischen Nationalrat (National Council NC) als Vertreter für den Distrikt berufen. Der NC wurde am 14. Juli 2001 in Vorbereitung auf die Wahlen zur verfassunggebenden Versammlung aufgelöst.
Im Dienste der Empfangs-, Wahrheits- und Versöhnungskommission von Osttimor (CAVR) wurde Silva am 15. Mai 2002 als Regionalkommissar für den Distrikt Lautém vereidigt.
Bei den Parlamentswahlen 2023 kandidierte Silva auf Platz 26 der Liste des Congresso Nacional da Reconstrução Timorense (ebenfalls CNRT) und zog in das Nationalparlament ein.